# Tunnelratte

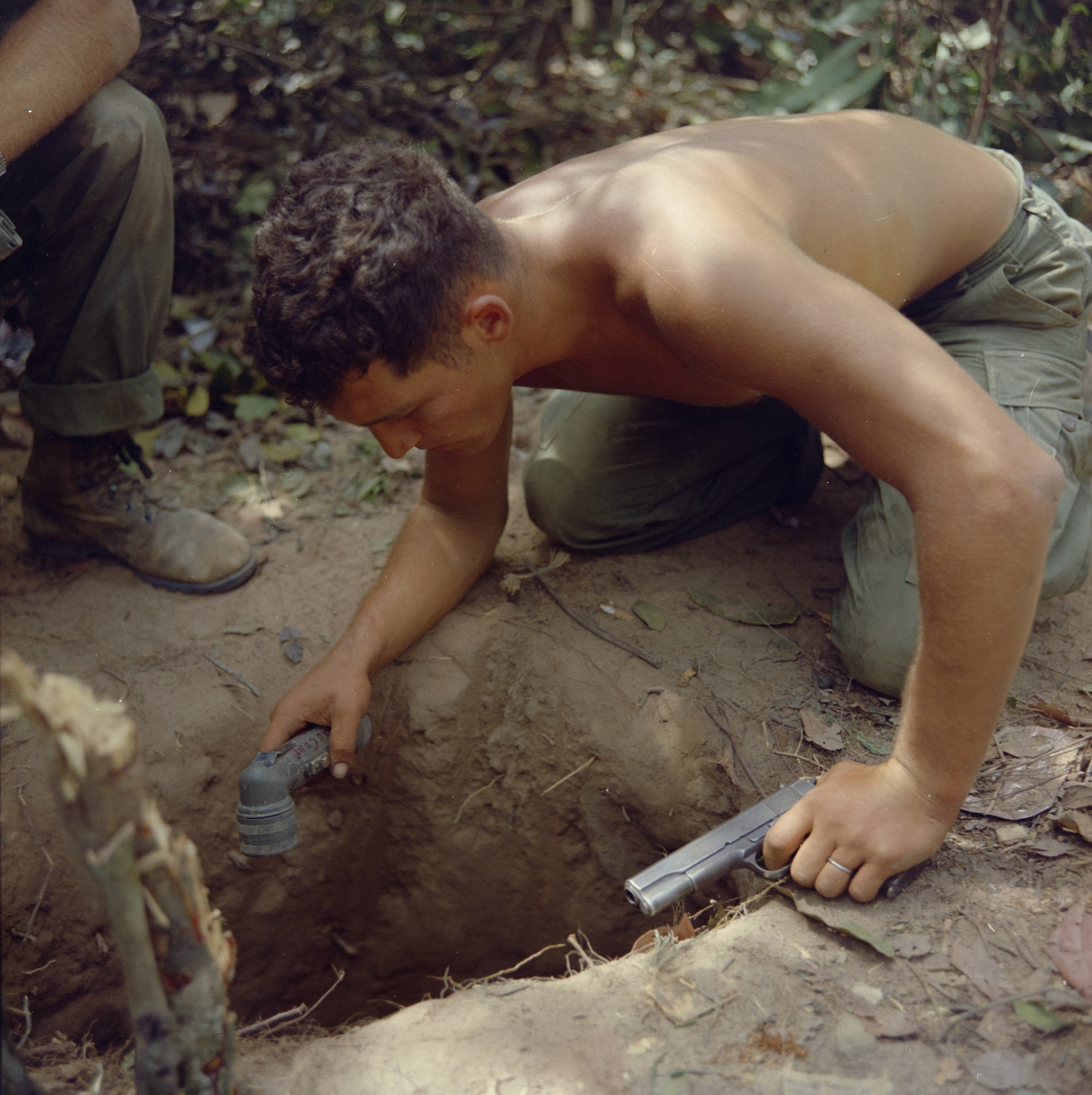
„Tunnelratte“ mit Taschenlampe und Pistole (Vietnam, 1967)

Als Tunnelratten wurden US-amerikanische, australische und neuseeländische Soldaten bezeichnet, die im Vietnamkrieg zur Feindbekämpfung in unterirdische Tunnel eindrangen, die der Vietcong angelegt hatte. Manche dieser Tunnel waren kaum größer als eine Person breit war, so dass es sich um eine anstrengende und gefährliche Tätigkeit handelte. Die Soldaten waren keine Elitesoldaten, sondern wurden anfangs per Befehl dazu eingeteilt. Später wurden Männer ausgesucht, die eine gewisse Begabung für diese Tätigkeit aufwiesen. Ihnen wurden die Grundregeln des vietnamesischen Tunnelbaus erklärt, die wichtigen Kenntnisse wurden jedoch erst durch Erfahrung erworben.

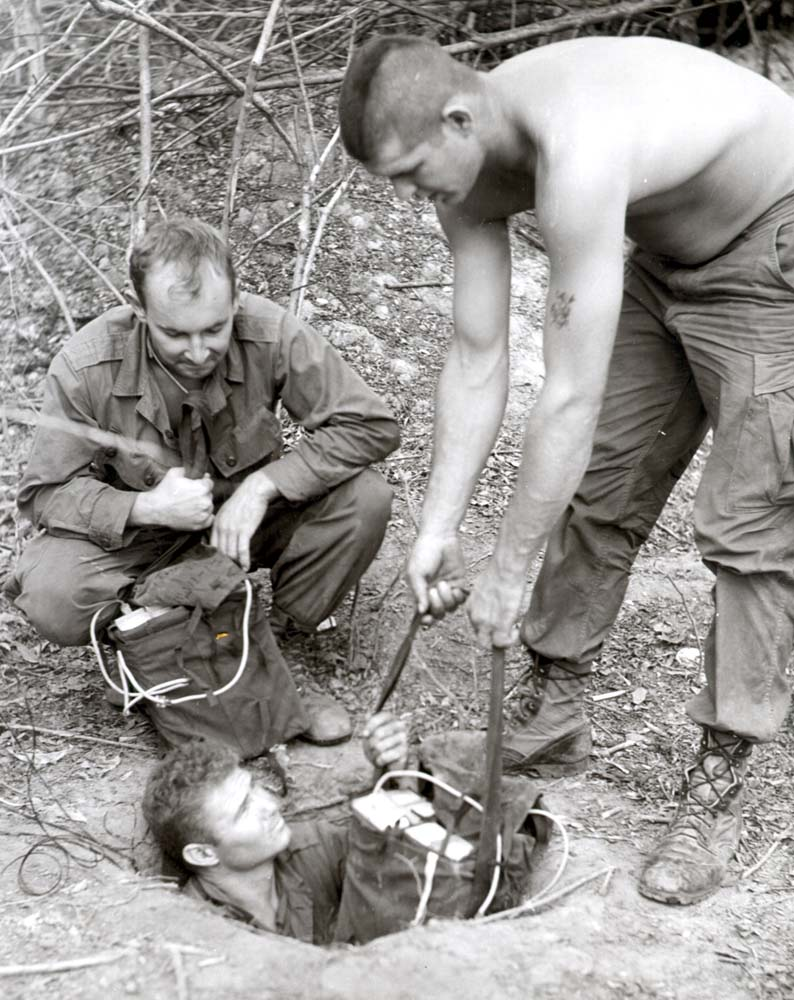
„Tunnelratten“ bereiten die Sprengung eines Tunnelsystems vor. Erkennbar ist das kleine, leicht zu tarnende Eingangsloch.

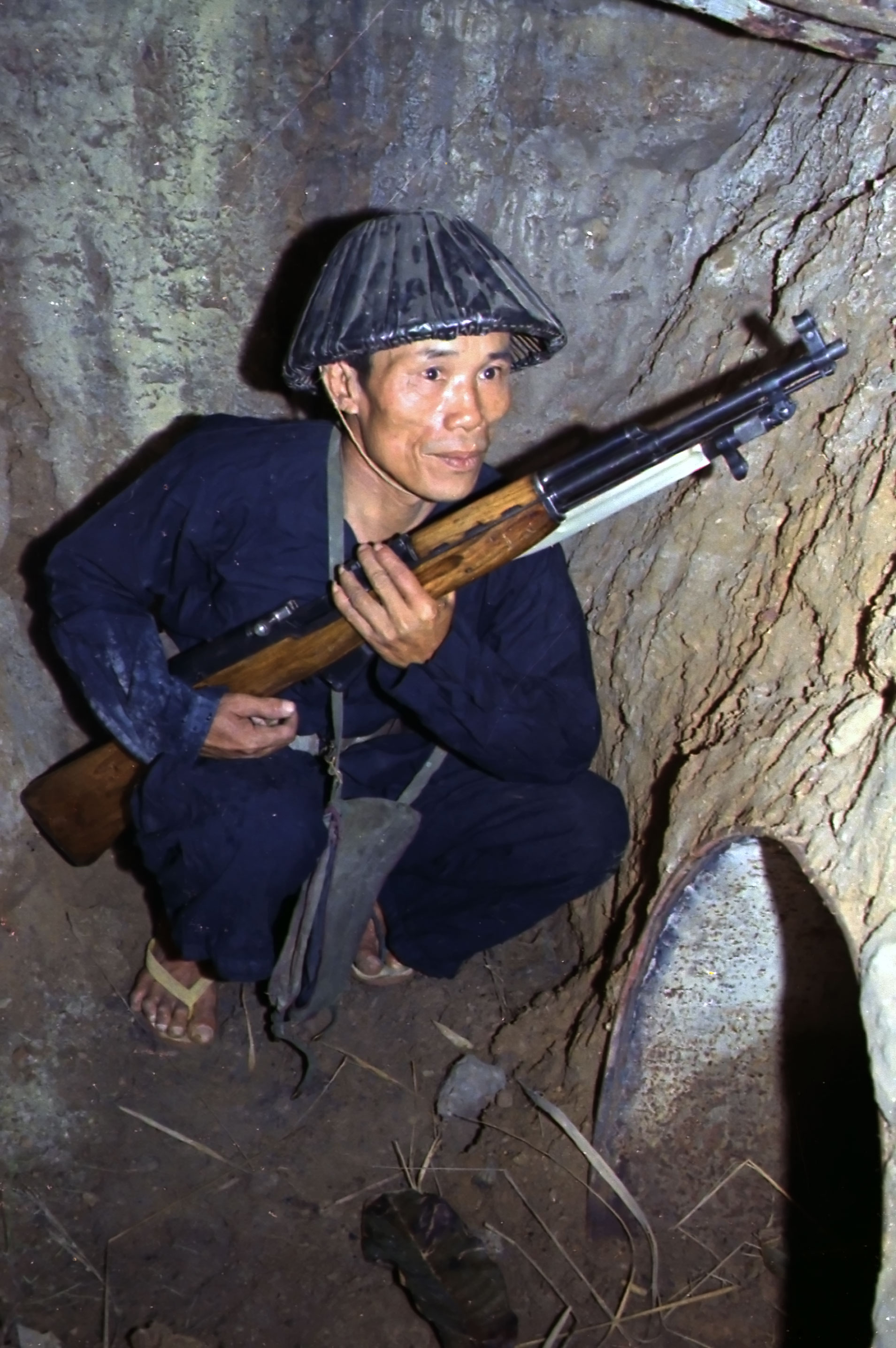
Ein Vietcong bewegt sich in einem Tunnel (1968)

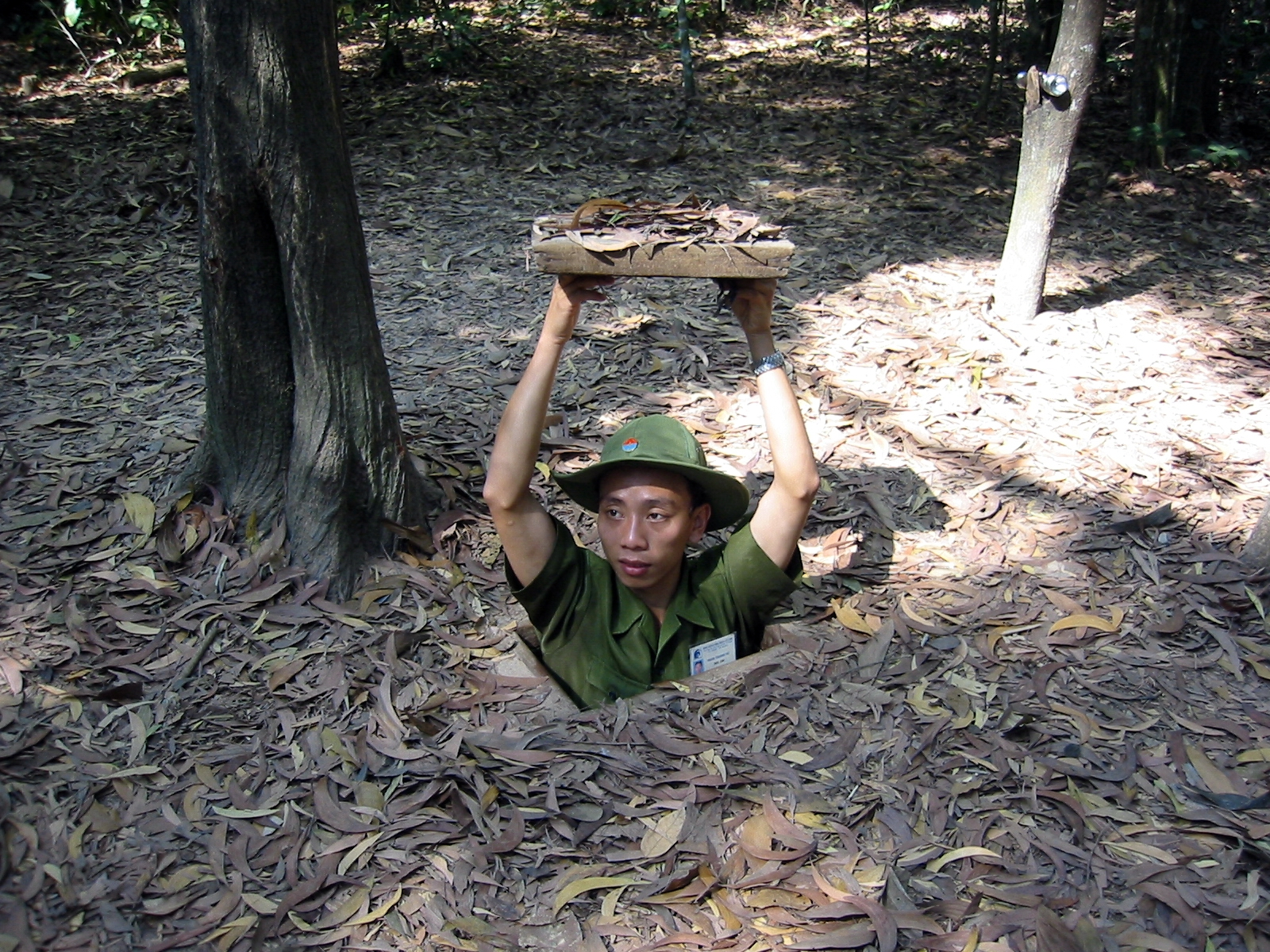
Demonstration eines Einstiegslochs zu den Museumstunneln von Củ Chi

## Entstehung und Grundlage
Die US-Infanterie hatte ein Grundproblem in Vietnam schnell erkannt: Immer wieder schlug der Vietcong aus dem Hinterhalt zu, scheinbar aus dem Nichts kommend, und war ebenso schnell wieder verschwunden. Als die Patrouillen verstärkt wurden, fand man schließlich kleine Löcher oder Falltüren in Bodenwellen oder Hügeln, die sehr gut getarnt waren. Ganze Gruppen von Soldaten wurden dort hineingeschickt und fanden den Tod. So waren manche Tunneleingänge Attrappen, die mit einer Sprengfalle (booby trap) ausgestattet waren. Durch die Druckwirkung in geschlossenen Räumen reichte eine Granate aus, um alle im Tunnel zu töten. 
Zusätzlich waren die Eingänge der Tunnelkomplexe mit Dornen und Pfählen gesichert. Eine der heimtückischsten dieser Fallen befand sich meist am Tunneleingang, dort, wo die „Tunnelratte“ sich am Rand festhalten musste, um hinunterzuspringen. In Augenhöhe war ein kleiner Schlitz eingebaut, durch den ein Vietcong oder eine Fangschnur einen Bambusspeer ins Gesicht des Opfers stieß. War es ein echter Tunnel, so gerieten viele US-Soldaten bei Feindkontakt oft in Panik und schossen unkontrolliert um sich, wobei sie nicht selten mehr Kameraden töteten als Gegner.
Der Vietcong maß dem Anlegen von guten Tunneln sehr viel Beachtung bei, so wurden zum Beispiel viele Verzweigungen eingebaut, die die gegnerischen Soldaten irreführen und in Fallen laufen lassen sollten. So entstand die Notwendigkeit, dass Einzelne die Tunnel erkunden und ggf. feindliche Truppen bekämpfen mussten. Im weiteren Verlauf wurden Männer ausgesucht, die sich aufgrund eines bestimmten Profils dafür am besten eigneten. 
Als sich diese als recht erfolgreich erwiesen, begann man damit, jeder größeren Patrouille eine „Tunnelratte“ zuzuteilen, beispielsweise ein Mitglied des Zuges dazu auszubilden. Dabei wurden diesen die Grundstrukturen von Tunneln beigebracht, spezielle Fortbewegungsformen, Anschleichen und das Zurechtfinden in solchen Anlagen.

## Einsatz
Fand eine Patrouille solch einen Zugang, so legte der Spezialist seine Ausrüstung nahezu komplett ab und kroch in das Erdloch, in der Regel nur mit einer Pistole und ein paar Handgranaten bewaffnet. Es ist ein Gerücht, dass diese Soldaten in irgendeiner Form spezielle Messerkämpfer waren. Kampfmesser dienen schon seit dem Zweiten Weltkrieg überwiegend dazu, Schnüre zu durchschneiden, Pfähle anzuspitzen oder Dosen zu öffnen, weniger dazu, Gegner zu töten. In manchen Fällen benutzte er eine Taschenlampe mit Rot- oder Grünfilter, dies wurde aber seltener verwendet, da dies die Vietcong im Tunnel hätte warnen können. Die Tunnel waren, wenn man den US-Soldaten rechtzeitig erkannte, gut zu verteidigen, weil die einzelnen „Räume“ des Systems oft nur mit schmalen Durchgängen verbunden waren. Diese konnte man meist nur auf dem Boden kriechend durchqueren, und somit war die Tunnelratte verloren, wenn sie entdeckt wurde. 
Auf der anderen Seite hatte der US-Soldat den Vorteil, viel Schaden unter den Vietcong anzurichten, wenn er unbemerkt blieb. Waren in einem Raum mehrere Vietcong anwesend, so reichte eine Granate, um alle Personen zu töten. Fand er im ganzen System keine Feinde vor, so konnte er dennoch meist wichtige Unterlagen sicherstellen, selbst das System mit Sprengfallen versehen oder Waffen- und Munitionslager in die Luft sprengen. Ging bei einem dieser Einsätze etwas schief, so verlor man „nur“ einen Mann, anstatt wie zuvor gleich mehrere.

## Hintergrund
Die Tunnelsysteme in Vietnam waren äußerst verzweigt, manchmal waren ganze Landstriche untertunnelt. Teile der Tunnel sind erhalten und können heute als Teil eines Kriegsmuseums besichtigt werden. Es waren nicht einfach „Erdlöcher“, sondern große unterirdische Gangsysteme. Meist gab es mehrere Zugänge, so dass es oft nicht ausreichte, einfach nur eine Granate in einen Gang zu werfen, um die darin befindlichen Soldaten zu töten. Wurde ein Eingang durch einen Angriff versperrt, so war sichergestellt, dass sich die Besatzung zurückziehen konnte. Durch geschickten Tunnelbau waren die Räume dieser Tunnelsysteme untereinander immer mehrmals miteinander verbunden, aber immer mit so geringen Ausmaßen wie möglich. 
Durch die hohe Anzahl von Räumen innerhalb der Tunnelsysteme war ein Beschuss durch die Artillerie oft wirkungslos, da sich die Verteidiger in Nebenräume zurückziehen konnten. Nur durch den Einsatz von Soldaten, die diese erkundeten, war es möglich, notfalls auch mit einer groß angelegten „Säuberungsaktion“ diese Systeme auszuheben. Auch Flammenwerfer waren hier nicht von großem Nutzen, da ihre Mitnahme im Dschungel sehr heikel war und auch nur bis zur ersten Kammer reichten, die meist extra für die Abschwächung feindlicher Kampfmittel angelegt worden war.

## Erfolg
Der Einsatz der „Tunnelratten“ war für sich gesehen ein Erfolg. Sie nahmen den Vietcong das Gefühl, in ihren Tunneln vor den US-Truppen sicher zu sein. Mit Täuschungsanlagen wurde seitens der Vietcong versucht, dieses Problem zu lösen; allerdings war der Aufwand dafür groß. So mussten Wachen aufgestellt und die Systeme sicherer gemacht werden. Tunnelratten hoben zwar alleine keine Stellungen aus, aber erwarben mindestens weitreichende Erkenntnisse über ein System in einem Gebiet. Mit diesen Informationen konnten dann Einsätze der Infanterie besser geplant und durchgeführt werden.

## Weiterer Verlauf
Nach Vietnam führten die USA lange keinen Krieg mehr, der derartige Spezialisten benötigte. Alle kriegerischen Auseinandersetzungen danach fanden auf der Oberfläche statt. Erst in der Operation Enduring Freedom war die US-Armee in Afghanistan erneut mit Tunnelsystemen konfrontiert. Diese waren jedoch anders konstruiert und teilweise Jahrhunderte alt. Bedeutende Unterschiede zu vietnamesischen Tunneln bestanden darin, dass die afghanischen Tunnel zwar auch weitverzweigt, aber in erster Linie als Rückzugsort vorgesehen waren, weniger als Stützpunkte für Angriffe aus dem Hinterhalt. Inzwischen hat die US-Armee die Möglichkeit, mit speziellen bunkerbrechenden Waffen (wie der GBU-43/B) diese Tunnelsysteme komplett auszubrennen. Trotzdem werden bei der US-Armee auch heute noch Soldaten für den Tunnelkampf ausgebildet.

## Rezeption
- Die Erlebnisse eines fiktiven Soldaten als „Tunnelratte“ im Vietnamkrieg wurden im Roman Der Rächer von Frederick Forsyth beschrieben.

- Der Ermittler Harry Bosch in den Krimis von Michael Connelly leidet unter seiner Vergangenheit als „Tunnelratte“, detailliert beschrieben im ersten Harry-Bosch-Band The Black Echo von 1992 (deutsch: Schwarzes Echo).

- Im Film Platoon von Oliver Stone fungiert die Elias (gespielt von Willem Dafoe) als „Tunnelratte“.